# Coupe de France de cyclisme sur route 2017
Navigation
Coupe de France 2016 Coupe de France 2018
La Coupe de France de cyclisme sur route 2017 est la 26e édition de la Coupe de France de cyclisme sur route. Elle débute le 29 janvier avec le Grand Prix d'ouverture La Marseillaise et se termine le 1er octobre avec le Tour de Vendée. Par rapport à l'édition précédente, Cholet-Pays de Loire est annulé et disparaît du calendrier.

## Attribution des points

### Classements individuels
Comme en 2016, tous les coureurs peuvent marquer des points. Le classement général s'établit par l'addition des points ainsi obtenus. Les coureurs de moins de 25 ans concourent pour le classement du meilleur jeune.
| Position | 1  | 2  | 3  | 4  | 5  | 6  | 7  | 8  | 9  | 10 | 11 | 12 | 13 | 14 | 15 |
| Points   | 50 | 35 | 25 | 20 | 18 | 16 | 14 | 12 | 10 | 8  | 6  | 5  | 3  | 3  | 3  |

### Classement par équipes
Le classement par équipes est établi de la manière suivante. Lors de chaque course, on additionne les places des trois premiers coureurs de chaque équipe. L'équipe avec le total le plus faible reçoit 12 points au classement des équipes, la deuxième équipe en reçoit neuf, la troisième équipe en reçoit huit et ainsi de suite jusqu'à la neuvième équipe qui marque deux points. Seules les équipes françaises marquent des points.
| Position | 1  | 2 | 3 | 4 | 5 | 6 | 7 | 8 | 9 |
| Points   | 12 | 9 | 8 | 7 | 6 | 5 | 4 | 3 | 2 |

## Résultats
| #  | Date         | Course                                        | Vainqueur            | Équipe           | Leader du classement individuel | Leader du classement par équipes |
| -- | ------------ | --------------------------------------------- | -------------------- | ---------------- | ------------------------------- | -------------------------------- |
| 1  | 29 janvier   | Grand Prix d'ouverture La Marseillaise (2017) | Arthur Vichot        | FDJ              | Arthur Vichot                   | AG2R La Mondiale                 |
| 2  | 18 mars      | Classic Loire-Atlantique (2017)               | Laurent Pichon       | Fortuneo-Oscaro  | Laurent Pichon Arthur Vichot    | Fortuneo-Oscaro                  |
| 3  | 31 mars      | Route Adélie de Vitré (2017)                  | Laurent Pichon       | Fortuneo-Oscaro  | Laurent Pichon                  | Fortuneo-Oscaro                  |
| 4  | 2 avril      | Roue tourangelle (2017)                       | Flavien Dassonville  | HP BTP-Auber 93  | Laurent Pichon                  | Fortuneo-Oscaro                  |
| 5  | 11 avril     | Paris-Camembert (2017)                        | Nacer Bouhanni       | Cofidis          | Laurent Pichon                  | Fortuneo-Oscaro                  |
| 6  | 13 avril     | Grand Prix de Denain (2017)                   | Arnaud Démare        | FDJ              | Laurent Pichon                  | Fortuneo-Oscaro                  |
| 7  | 15 avril     | Tour du Finistère (2017)                      | Julien Loubet        | Armée de Terre   | Laurent Pichon                  | Fortuneo-Oscaro                  |
| 8  | 17 avril     | Tro-Bro Léon (2017)                           | Damien Gaudin        | Armée de Terre   | Laurent Pichon                  | Fortuneo-Oscaro                  |
| 9  | 27 mai       | Grand Prix de Plumelec-Morbihan (2017)        | Alexis Vuillermoz    | AG2R La Mondiale | Laurent Pichon                  | Fortuneo-Oscaro                  |
| 10 | 28 mai       | Boucles de l'Aulne (2017)                     | Odd Christian Eiking | FDJ              | Laurent Pichon                  | Fortuneo-Oscaro                  |
| 11 | 30 juillet   | Polynormande (2017)                           | Alexis Gougeard      | AG2R La Mondiale | Laurent Pichon                  | Fortuneo-Oscaro                  |
| 12 | 3 septembre  | Grand Prix de Fourmies (2017)                 | Nacer Bouhanni       | Cofidis          | Laurent Pichon                  | Fortuneo-Oscaro                  |
| 13 | 10 septembre | Tour du Doubs (2017)                          | Romain Hardy         | Fortuneo-Oscaro  | Laurent Pichon                  | Fortuneo-Oscaro                  |
| 14 | 17 septembre | Grand Prix d'Isbergues (2017)                 | Benoît Cosnefroy     | AG2R La Mondiale | Laurent Pichon                  | Fortuneo-Oscaro                  |
| 15 | 1er octobre  | Tour de Vendée (2017)                         | Christophe Laporte   | Cofidis          | Laurent Pichon                  | Fortuneo-Oscaro                  |

## Classements

### Classement individuel final

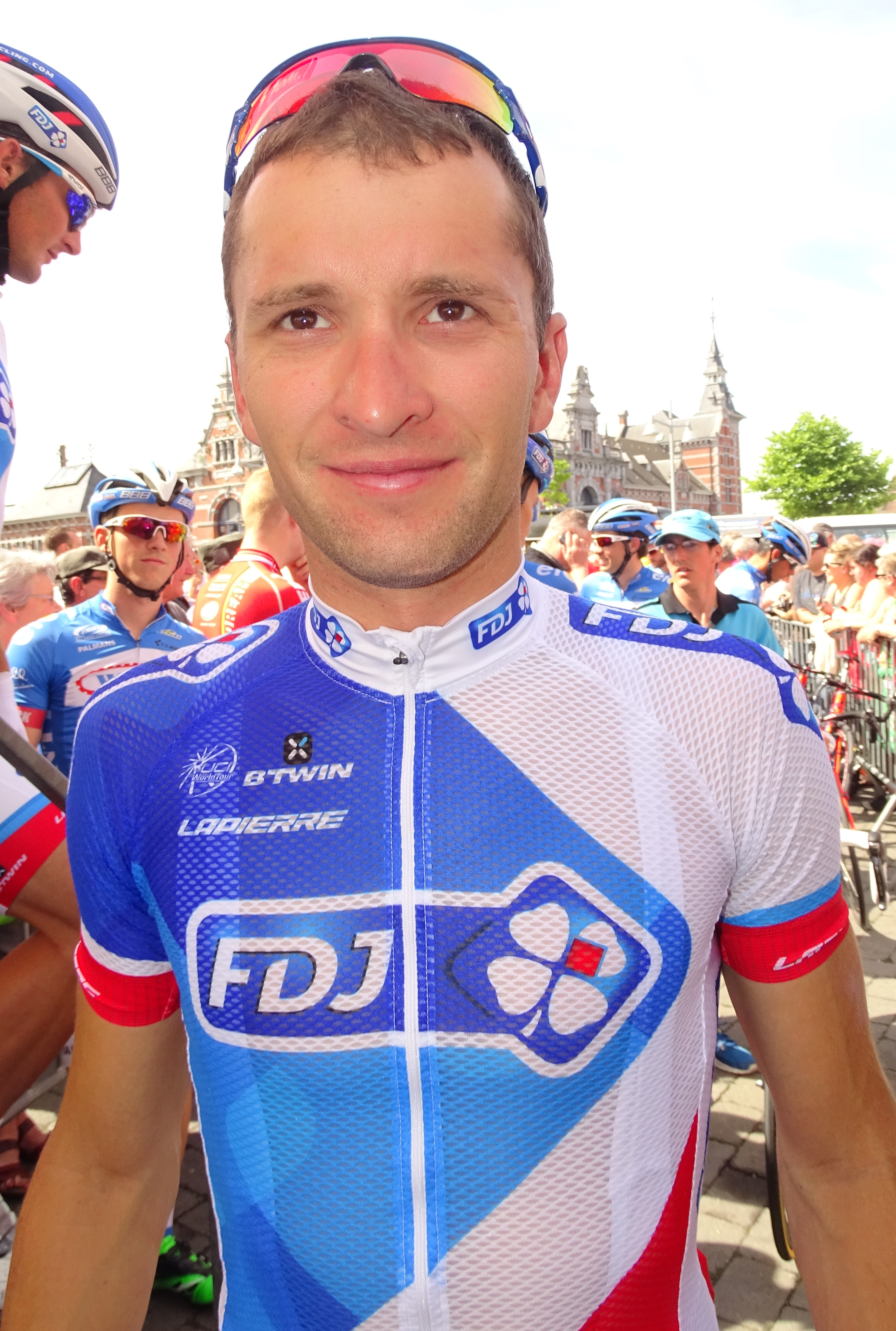
Laurent Pichon (ici en 2015), est le leader de la Coupe de France.

| Top dix de la Coupe de France à l'issue des 15 manches | Top dix de la Coupe de France à l'issue des 15 manches | Top dix de la Coupe de France à l'issue des 15 manches | Top dix de la Coupe de France à l'issue des 15 manches | Top dix de la Coupe de France à l'issue des 15 manches |
| ------------------------------------------------------ | ------------------------------------------------------ | ------------------------------------------------------ | ------------------------------------------------------ | ------------------------------------------------------ |
|                                                        | Coureur                                                | Pays                                                   | Équipe                                                 | Point(s)                                               |
| 1er                                                    | Laurent Pichon                                         | France                                                 | Fortuneo-Oscaro                                        | 228 points                                             |
| 2e                                                     | Nacer Bouhanni                                         | France                                                 | Cofidis                                                | 169 pts                                                |
| 3e                                                     | Flavien Dassonville                                    | France                                                 | HP BTP-Auber 93                                        | 101 pts                                                |
| 4e                                                     | Samuel Dumoulin                                        | France                                                 | AG2R La Mondiale                                       | 91 pts                                                 |
| 5e                                                     | Julien Simon                                           | France                                                 | Cofidis                                                | 86 pts                                                 |
| 6e                                                     | Romain Hardy                                           | France                                                 | Armée de Terre                                         | 78 pts                                                 |
| 7e                                                     | Julien Loubet                                          | France                                                 | FDJ                                                    | 74 pts                                                 |
| 8e                                                     | David Gaudu                                            | France                                                 | HP BTP-Auber 93                                        | 73 pts                                                 |
| 9e                                                     | Kevin Le Cunff                                         | France                                                 | Fortuneo-Oscaro                                        | 79 pts                                                 |
| 10e                                                    | Thomas Boudat                                          | France                                                 | Direct Énergie                                         | 71 pts                                                 |
| modifier                                               |                                                        |                                                        |                                                        |                                                        |

### Classement individuel des jeunes final

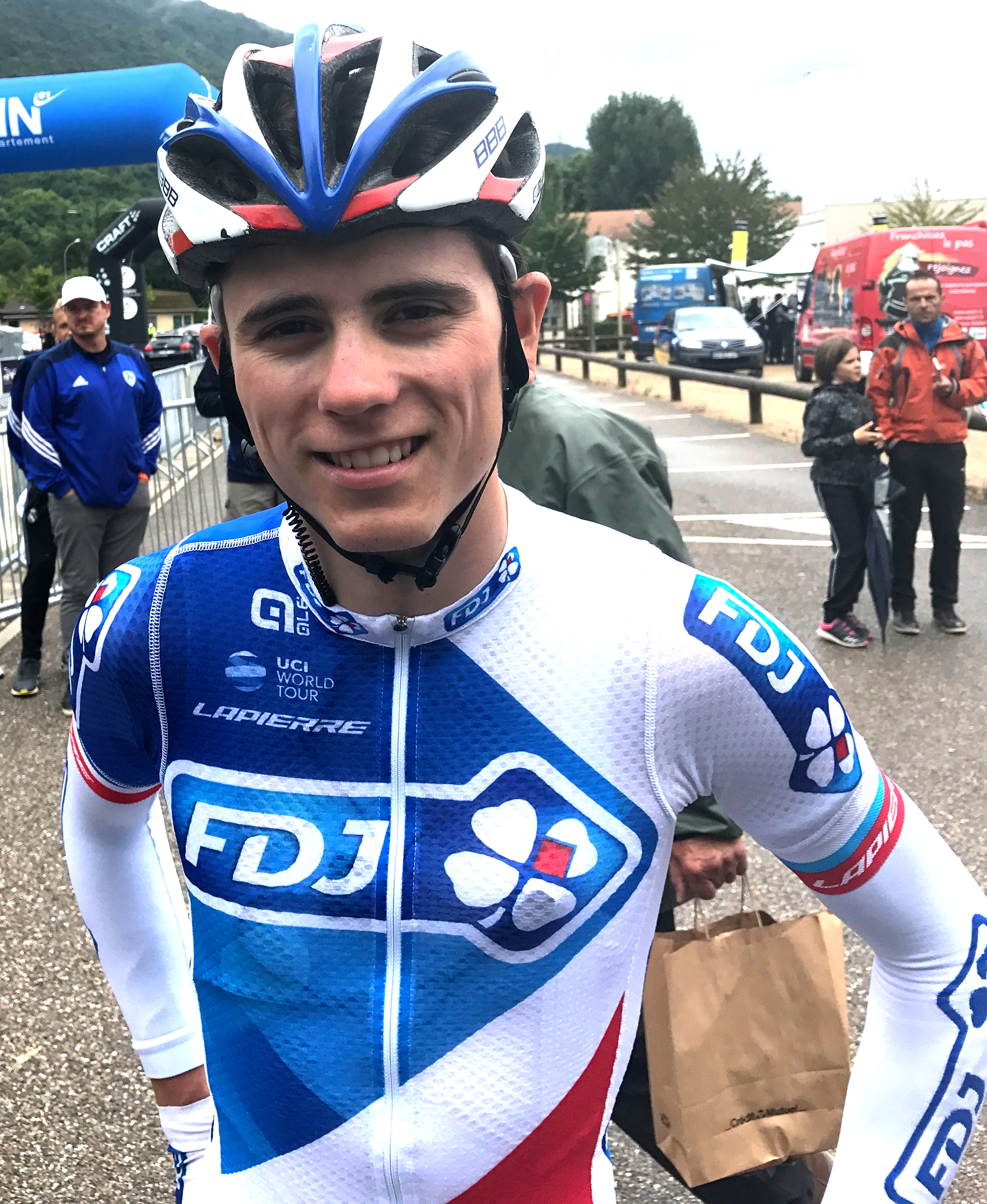
David Gaudu, ici en 2017, est le leader de la Coupe de France des jeunes.

| Top trois de la Coupe de France à l'issue des 15 manches | Top trois de la Coupe de France à l'issue des 15 manches | Top trois de la Coupe de France à l'issue des 15 manches | Top trois de la Coupe de France à l'issue des 15 manches | Top trois de la Coupe de France à l'issue des 15 manches |
| -------------------------------------------------------- | -------------------------------------------------------- | -------------------------------------------------------- | -------------------------------------------------------- | -------------------------------------------------------- |
|                                                          | Coureur                                                  | Pays                                                     | Équipe                                                   | Point(s)                                                 |
| 1er                                                      | David Gaudu                                              | France                                                   | FDJ                                                      | 74 points                                                |
| 2e                                                       | Thomas Boudat                                            | France                                                   | Direct Énergie                                           | 71 pts                                                   |
| 3e                                                       | Jérémy Leveau                                            | France                                                   | Roubaix Lille Métropole                                  | 68 pts                                                   |
| modifier                                                 |                                                          |                                                          |                                                          |                                                          |

### Classement par équipes final
| \| \| Top neuf de la Coupe de France à l'issue des 15 manches \| | \| \| Top neuf de la Coupe de France à l'issue des 15 manches \| | \| \| Top neuf de la Coupe de France à l'issue des 15 manches \| | \| \| Top neuf de la Coupe de France à l'issue des 15 manches \| |
| ---------------------------------------------------------------- | ---------------------------------------------------------------- | ---------------------------------------------------------------- | ---------------------------------------------------------------- |
|                                                                  | Équipe                                                           | Pays                                                             | Point(s)                                                         |
| 1                                                                | Fortuneo-Oscaro                                                  | France                                                           | 131                                                              |
| 2                                                                | HP BTP-Auber 93                                                  | France                                                           | 122                                                              |
| 3                                                                | Cofidis                                                          | France                                                           | 103                                                              |
| 4                                                                | FDJ                                                              | France                                                           | 99                                                               |
| 5                                                                | AG2R La Mondiale                                                 | France                                                           | 92                                                               |
| 6                                                                | Armée de Terre                                                   | France                                                           | 83                                                               |
| 7                                                                | Direct Énergie                                                   | France                                                           | 78                                                               |
| 8                                                                | Delko-Marseille Provence-KTM                                     | France                                                           | 69                                                               |
| 9                                                                | Roubaix Lille Métropole                                          | France                                                           | 52                                                               |
|                                                                  | Top neuf de la Coupe de France à l'issue des 15 manches          |                                                                  |                                                                  |